# Sportfreunde Hamborn
Sportfreunde Hamborn (offiziell: Sportverein Sportfreunde Hamborn e. V.) war ein Sportverein aus dem Duisburger Stadtteil Hamborn. Die erste Fußballmannschaft spielte ein Jahr in der höchsten niederrheinischen Amateurliga.

## Geschichte
Der Verein wurde im Jahre 1920 gegründet. 1933 fusionierten die Sportfreunde mit dem SV August-Thyssen-Hütte Hamborn zu Sportfreunde August-Thyssen-Hütte Hamborn. Ein Jahr später folgte die Fusion mit dem 1899 gegründeten TV Rheinlands Eiche Hamborn zum TSV August-Thyssen-Hütte Hamborn. Im Jahre 1938 wurde der Vereinsname in Turn- und Sportfreunde Hamborn 99/20 geändert, bis der Verein vier Jahre später wieder seinen ursprünglichen Namen annahm.
Sportlich waren die Hamborner Sportfreunde vor dem Ende des Zweiten Weltkrieges zumeist in der Zweit- bzw. Drittklassigkeit zu finden. Nach Kriegsende spielte die Mannschaft zunächst in der Bezirksklasse und sicherte sich 1948 die Meisterschaft und den Aufstieg in die Landesliga, die seinerzeit höchste Amateurliga am Niederrhein. Als abgeschlagener Tabellenletzter folgte der direkte Wiederabstieg in die Bezirksklasse. 1952 ging es für die Hamborner runter in die Kreisklasse.
Im Jahre 1954 fusionierten die Sportfreunde Hamborn mit dem SV Hamborn 07 zu den Sportfreunden Hamborn 07, die kurz und schlicht Hamborn 07 genannt werden.